# Коновалова, Светлана Сергеевна
Светлана Сергеевна Коновалова (8 декабря 1925, Майкоп — 3 мая 2005, Москва) — советская и российская актриса театра и кино.

## Биография
Родилась 8 декабря 1925 года в городе Майкопе Краснодарского края.
Её отец был руководителем местного небольшого театра, мать — домашняя хозяйка. В начале 1930-х годов родители развелись, и Светлана осталась жить с мамой, которая вскоре повторно вышла замуж. В 1937 году отчима арестовали, и мать отправила дочку к родному отцу, который жил в Белоруссии.
Там Светлану Коновалову застала Великая Отечественная война; она вместе с отцом эвакуировалась в город Талды-Курган Казахской ССР. В Казахстане в 1944 году стала артисткой Актюбинского областного драматического театра. Решив стать профессиональной актрисой, в 1945 году поехала в Москву и поступила на актёрский факультет ВГИКа, обучалась в мастерской Бориса Бибикова и Ольги Пыжовой.
Окончив институт в 1950 году, Коновалова была зачислена в штат Театра-студии киноактера и киностудии «Мосфильм», где трудилась до 1994 года. Светлана Сергеевна мастером дубляжа и актрисой многих фильмов. Всего ею было озвучено около двухсот картин, среди которых более пятидесяти главных ролей.
Умерла 4 мая 2005 года. Похоронена на Армянском кладбище в Москве. На надгробии указан день смерти 3 мая.

### Личная жизнь
Учась во ВГИКе, Светлана Коновалова познакомилась со студентом художественного факультета Игорем Николаевым (1924—2013), с которым завязался роман. В силу разных обстоятельств они расстались и снова встретились через 14 лет, когда Николаев был дважды женат, а Коновалова была замужем. Они оставили свои семьи и в 1964 году поженились, чтобы не расстаться уже никогда. Оставив ради Светланы мультипликацию, Николаев окончил Высшие режиссерские курсы и стал режиссером игрового кино. Коновалова снялась в большинстве картин своего мужа.

## Фильмография
Сыграла большое количество ролей в художественных фильмах (включая короткометражные), а также на телевидении:
- 1956 год: «Полюшко-поле» (Варя), «Сердце бьется вновь» (медсестра);
- 1957 год: «Телеграмма», (врач), «Саша вступает в жизнь» («Тугой узел») (Анна Мансурова);
- 1961 год: «Водил поезда машинист» (Галя), «Две жизни» (солдатка), «Суд сумасшедших» (секретарь), «Украинская рапсодия» (балерина);
- 1962 год: «Двое в степи» (Варвара Петровна), «Увольнение на берег» (Зинаида Прокофьевна, мать Жени);
- 1964 год: «Большая руда» (секретарша), «Зеленый огонек» (диспетчер), «Ноль три» (больная), «Обыкновенное чудо» (Оринтия), «Сокровища республики», (мать Свешникова);
- 1965 год: «Человек без паспорта» (жена Измайлова);
- 1966 год: «Дядюшкин сон» (дама), «По тонкому льду» (лаборантка), «Война и мир» (кухарка);
- 1967 год: "Операция «Трест», (Якушева), «Письмо», (Вера), «Путь в „Сатурн“» (врач), «Разбудите Мухина» (Евгения Николаевна, педагог-лектор), «Я вас любил» (представитель РОНО);
- 1969 — «Золото» — прачка при медсанчасти у немцев
- 1969 — «Пять дней отдыха» — работница ЗАГСа
- 1969 — «Свой» — соседка Мамоновых
- 1970 год: «Кремлёвские куранты» (машинистка), «Опекун» (покупательница);
- 1971 год: «Вчера, сегодня и всегда» (учительница), «Девушка из камеры № 25» (мать Зои), «Смертный враг» (Ящуриха), «У нас на заводе» (мастер цеха);
- 1972 год: «Петр Рябинкин» (эпизод), «Руслан и Людмила» (мамка), «Сибирячка» (Клавдия Николаевна), «Человек на своем месте» (Марья Петровна, директор радиоузла);
- 1973 год: «Возле этих окон» (портниха), «Если это случится с тобой» (мать), «И на Тихом океане» (беженка), «Ищу человека» (воспитательница), «Мачеха» (жена Михеича), «Родной дом», (роль), «Товарищ генерал» (подруга Ирины Анатольевны);
- 1974 год: «Вечный зов» (жена Кафтанова), «День приема по личным вопросам» (тетя Шура, вахтер), «Если хочешь быть счастливым» (жена Сергея Александровича), «Ливень» (деревенская жительница), «Последняя встреча» (беженка), «Стоянка — три часа» (Наталья Семеновна), «Такие высокие горы» (мать Тани);
- 1975 год: «Ау-у!» (гримерша), «На край света» (мать Пальчикова), «Наследники», (Зарубина), «Там, за горизонтом» (эпизод);
- 1976 год: «Повесть о неизвестном актере» (секретарь директора), «Подранки» (служащая архива), «Слово для защиты» (Ангелина Егоровна);
- 1977 год: «Схватка в пурге» (секретарь Глухова), «Фронт за линией фронта» (Антонова);
- 1978 год: «Голубка» (Голубева), «Стеклянные бусы» (Надежда Сергеевна);
- 1979 год: «Взлет» (начальница училища), «Цыган», (Клавдия Андреевна);
- 1980 год: «Вторжение» (супруга профессора), «Каждый третий» (эпизод), «Коней на переправе не меняют» (комендант общежития), «Особо важное задание» (вдова Зубарева), «Расследование» (жена Непейводы);
- 1981 год: «В последнюю очередь» (мать Саши), «Карнавал» (соседка), «Родня» (эпизод), «Шутка?», (эпизод);
- 1982 год: «Домой!» (вдова), «Мать Мария» (эпизод);
- 1983 год: «Букет фиалок» (вдова), «Витя Глушаков — друг апачей» (женщина в очереди), «День командира дивизии» (Анна Тимофеевна), «Летаргия» (соседка), «Ты мой восторг, мое мученье» (Света, гримерша);
- 1985 год: «Жил отважный капитан» (Глафира), «Завещание» (тетя Нюра), «Площадь восстания» (эпизод);
- 1986 год: «Атака» (Савельева), «Карусель на Базарной площади» (эпизод);
- 1987 год: «Про любовь, дружбу и судьбу» (пассажирка), «Шантажист» (Серафима Васильевна, родительница);
- 1988 год: «Запретная зона» (Валентина), «Щенок» (учительница);
- 1990 год: «Овраги», (теща), «По прозвищу Зверь» (дежурная в туалете), «Убийца» (мать Павла);
- 1991 год: «Сказка на ночь» (пассажирка на вокзале);
- 1992 год: «Генерал» (Татьяна Юрьевна), «Зачем алиби честному человеку?» (бабка на овощебазе);
- 1993 год: «Завтрак с видом на Эльбрус» (мать);
- 1995 год: «Любить по-русски» (Надежда Филипповна, тетка Полины);
- 1996 год: «Любить по-русски 2» (Надежда Филипповна, тетка Полины);
- 1999 год: «Умирать легко» (женщина в подземном переходе);
- 2000 год: «Редакция» (старушка);
- 2001 год: «Семейные тайны» (свидетельница в суде);
- 2002 год: «Виллисы» (эпизод);
- 2003 год: «Возвращение Мухтара. Мат в три хода», (соседка Каретникова), «Евлампия Романова. Следствие ведет дилетант. Сволочь ненаглядная», (баба Зина), «Солдаты», (хозяйка украденной курицы), «Спасти и выжить», (бабушка), «Таксист», (Анна Васильевна), «Ха», (роль);
- 2004 год: «72 метра» (баба Маня), «Виола Тараканова. В мире преступных страстей 2. Три мешка хитростей», (Рюрикова-мать), «Время жестоких», (Елизавета Павловна).